# تومي فاريل (لاعب كرة قدم)
تومي فاريل (بالإنجليزية: Tommy Farrell)‏ هو لاعب كرة قدم بريطاني (وحمل سابقاً جنسية المملكة المتحدة لبريطانيا العظمى وأيرلندا) في مركز مهاجم داخلي، ولد في 1887 في المملكة المتحدة، وتوفي في 1916 في سوم في فرنسا. لعب مع مانشستر سيتي ونادي أرسنال ونادي أردريونيانز وEccles United F.C. ‏.